# Les Idiots
Pour les articles homonymes, voir Idiot.
Série Cœur d'or
Breaking the Waves
(1996) Dancer in the Dark
(2000)
Pour plus de détails, voir Fiche technique et Distribution.
Les Idiots (Idioterne) est un film danois réalisé par Lars von Trier et sorti en 1998. Il s'agit du deuxième film de la « trilogie cœur en or » de Von Trier qui inclut Breaking the Waves (1996) et Dancer in the Dark (2000). Celui-ci mélange drame et comédie noire.

## Synopsis
Le film a pour sujet un groupe d'adultes anti-bourgeois qui passent leur temps à chercher leur « idiot intérieur », en libérant leurs inhibitions et en se comportant comme s'ils étaient mentalement retardés en public, par conséquent provoquant l'opinion de la société, le politiquement correct. Ils estiment que la société dans son ensemble traite leur intelligence de façon non créative et sans défis. Ainsi, ils cherchent l'humiliation et les situations dégradantes.
- Devise 1 : « Vous êtes un complet idiot, et plus idiot que vous ne le pensez ».
- Devise 2 : « Un film par des idiots, sur des idiots, pour des idiots ».

## Fiche technique
- Titre original : Idioterne
- Titre français : Les Idiots
- Réalisation : Lars von Trier (non crédité, comme l'exige le manifeste Dogme95)
- Scénario : Lars von Trier
- Production : Zentropa
- Opérateurs : Lars von Trier, Kristoffer Nyholm (da), Jesper Jargil, Casper Holm
- Montage : Molly Malene Stensgaard
- Musique : Kim Kristensen
- Pays d'origine :  Danemark
- Langue originale : danois
- Genre : Comédie dramatique
- Durée : 117 minutes
- Format : Tourné en vidéo puis transféré en 35 mm
- Année de sortie : 1998
- Film interdit aux moins de 12 ans lors de sa sortie en France.

## Distribution
- Bodil Jørgensen : Karen
- Jens Albinus : Stoffer
- Anne Louise Hassing : Susanne
- Troels Lyby : Henrik
- Nikolaj Lie Kaas : Jeppe
- Louise Mieritz (en) : Josephine
- Henrik Prip (en) : Ped
- Luis Mesonero : Miguel
- Knud Romer Jørgensen (da) : Axel
- Trine Michelsen (da) : Nana
- Anne-Grethe Bjarup Riis (da) : Katrine
- Paprika Steen : l'acheteuse potentielle
- Erik Wedersøe (en) : Svend, l'oncle de Stoffer
- Michael Moritzen (da) : l'employé municipal
- Anders Hove (da) : le père de Joséphine
- Claus Strandberg (da) : l'homme à l'usine
- Hans Henrik Clemensen (da) : Anders, le mari de Karen
- Lone Lindorff (da) : la mère de Karen
- Erno Müller (da) : le grand-père de Karen
- Regitze Estrup (da) : Louise, la sœur de Karen
- Lotte Munk Fure (da) : Britta, La sœur de Karen
- Marina Bouras : la femme d'Axel
- Julie Wieth (da) : la femme avec deux enfants

## Distinctions
Le film est inscrit sur la liste des Canons de la culture danoise.

## Commentaires
C'est le premier film de Lars von Trier réalisé conformément au manifeste Dogme95, film aussi connu sous le nom de Dogme #2.